# Перец чёрный
Пе́рец чёрный (лат. Píper nígrum) — многолетнее вьющееся растение, вид рода Перец (Piper) семейства Перечные (Piperaceae).
Растение культивируется ради плода, из которого путём различной обработки получают такие пряности, как:
- чёрный перец, получается из подходящих к стадии созревания или ещё слегка недозревших ягод;
- белый перец, получается из очищенных от внешней оболочки семян;
- зелёный перец, под этим названием может скрываться несколько видов обработки и степеней зрелости ягоды перца:
  - перец, собранный на несколько более ранних стадиях созревания, чем обычный чёрный: выглядит, как чёрный перец, но с зелёной оболочкой, по вкусу несколько мягче;
  - перец, собранный совершенно недозрелым: выглядит как круглые неморщинистые ягоды в гроздях, используется свежим в кухнях Индии и Юго-Восточной Азии;
  - перец ферментированный и различными способами обработанный (в том числе засоленный) описанной выше степени зрелости; при обработке меняет окраску и вкусовые свойства, но становится более лёжек (дольше хранится);
- розовый/красный перец (самый редкий на рынке), который получают из зрелых ягод перца; оболочка обладает сладковатым привкусом.

(Под названиями зелёный, красный и розовый перец также известны плоды других растений, не имеющих отношения к чёрному перцу).
Чёрный перец является самой продаваемой специей в мире и одной из самых распространённых, его используют в кулинарии по всему миру.

## Распространение и среда обитания
Родом из Индии. Область Малабар (ныне штат Керала), располагавшаяся на юго-западном побережье Индии, раньше называлась Малихабар. В диком виде не встречается. Культивируется в тропиках.
По данным на 2017 год, мировым лидером по производству перца был Вьетнам. В 2016 году Вьетнам произвёл 216 000 тонн чёрного перца или 39 % от общего объёма в мире. Другими крупными производителями чёрного перца являются Индонезия (15 %), Индия (10 %) и Бразилия (10 %). Глобальное производство перца может ежегодно меняться в зависимости от регулирования урожая, болезней и погоды. Вьетнам доминирует на экспортном рынке, практически не используя свою продукцию внутри страны.
Перец является одной из самых продаваемых пряностей в мире, на его долю приходится 20 % всего импорта пряностей.

## Ботаническое описание
Лиана длиной до 15 м с воздушными корнями, образующимися на узлах. Листья простые, яйцевидные, кожистые, очерёдные, длиной 80—100 мм. Цветки мелкие, серо-жёлтые или белые, собранные в рыхлые соцветия длиной 7—10 см. Плод — округлая односемянная костянка 3—5 мм в диаметре, зелёная, при созревании краснеющая, высушенная — чёрная. Соплодия длиной 80—140 мм содержат по 20—30 костянок. Плодоносит 2 раза в год в течение 25—30 лет.

## Химический состав
В перце имеется смола (1—2 %), жирное масло (6—12 %), много крахмала. Жгучим веществом перца является алкалоид пиперин (5—9 %), а запах обусловлен присутствием эфирного масла (0,9—2,5 %). В состав эфирного масла входят дипентен, фелландрен и сесквитерпен кариофиллен. Олеорезин, содержащийся в чёрном перце, используется в качестве пищевой добавки в промышленном производстве продуктов.

## Применение

### В кулинарии
Плоды чёрного перца используют в кулинарии в целом и молотом виде, как самостоятельную пряность, так и в смесях с другими пряностями. Для размола горошкового перца используют мельницы.
Способствует пищеварению и улучшает аппетит. Употребляется для супов, подливок, соусов, овощных салатов, маринадов, приготовления всех видов мяса, рыбы, томатов, консервированных овощей.
При помощи водной перегонки измельчённых неочищенных плодов однолетнего чёрного перца или из оболочек плодов и их сердцевин (белого перца) получают перечное масло. Масло бесцветно или имеет желтовато-зеленоватую окраску. Вкус масла сильно жгучий, запах в большей или меньшей степени напоминающий запах фелландрена, который является главной составной частью перечного масла; помимо него содержит некоторое количество дипентена и других терпенов и сесквитерпенов. Применяется в незначительных количествах для изготовления некоторых ликёров. 

#### Разновидности перцев
Чёрный перец получают из незрелых плодов растения. Для того чтобы их очистить и подготовить к сушке, плоды быстро обваривают в горячей воде. Тепловая обработка разрушает клеточную стенку перца, ускоряя работу энзимов, отвечающих за «побурение». Плоды затем сушат на солнце или при помощи машин в течение нескольких дней. За это время оболочка плода вокруг семени усушивается и темнеет, образуя тонкий сморщенный слой чёрного цвета. Высушенные таким образом плоды называются горошинами чёрного перца.
Белый перец представляет собой зрелые семена чёрного перца, лишённые околоплодника. Обычно для получения белого перца зрелые плоды замачивают в воде приблизительно на одну неделю. В результате замачивания оболочка плода разлагается и размягчается, после чего её отделяют и сушат оставшиеся семена. Существуют и альтернативные способы отделения оболочки от семян перца, в том числе механические, химические и биологические.
Белый перец имеет светло-серый цвет, обладает более тонким вкусом, благородным и сильным ароматом. Эта пряность имеет почти такое же применение, как и чёрный перец.
Зелёный перец, как и чёрный, получают из незрелых плодов. Засушенные зелёные горошины обрабатывают таким образом, чтобы сохранить зелёный цвет, например, с применением диоксида серы или путём лиофилизации. Аналогичным образом из зрелых плодов также получают розовый (красный) перец (следует отличать розовый перец из Piper nigrum от более распространённого розового перца, изготавливаемого из плодов перуанского перца или бразильского перца).
Также зелёные и красные горошины перца маринуют или используют в свежем виде (в основном в тайской кухне). Запах свежих горошин описывается как свежий и пикантный, с ярким ароматом.

### В медицине
Незрелые, высушенные на солнце (лат. Fructus Piperis nigri) и вполне зрелые, вымоченные в воде, высушенные на солнце и освобождённые от мясистого околоплодника плоды (Fructus Piperis albi) перца чёрного изредка используют в медицине как средство, способствующее пищеварению.
В народной медицине применяется в качестве средства от диареи.